# Carmen Valero
Carmen Valero Omedes (Castelserás, 4 de octubre de 1955-Sabadell, 2 de enero de 2024) fue una atleta española especialista en cross y en mediofondo, conocida por sus dos oros mundiales en campo a través y por representar a su país natal en los Juegos Olímpicos de Montreal 1976. Aunque eliminada en las eliminatorias de 800 y 1500 metros, Valero fue la única mujer (y la gran pionera) en la selección española de atletismo de los Juegos de Montreal, y se convirtió en la primera mujer en representar a España en atletismo en los Juegos Olímpicos de Verano.
Valero ganó dos veces consecutivas el Campeonato Mundial de Campo a Través femenino en 1976 y 1977, y también ganó la medalla de bronce en la misma competición en 1975.

## Primeros años de vida y de carrera
Nacida en Castelserás, España, Valero se mudó a Cerdanyola con su familia cuando era niña, después de que a su hermana mayor le diagnosticaran asma. Empezó a correr a los ocho años, antes de que le aconsejaran trasladarse a Sabadell para apuntarse a un club de atletismo.
A los 12 años participó en la carrera Jean Bouin, disputada en la colina de Montjuic de Barcelona, bajo el nombre falso de «Teodora Rodríguez», no habiendo obtenido aún la licencia deportiva oficial.
En 1969, Valero se incorporó a su primer club, Joventut Atlètica Sabadell, donde comenzó a entrenar con el entrenador José Molíns y a participar en sus primeras competiciones de campo a través, mientras continuaba con sus estudios y un trabajo paralelo. Luego pasó a correr para el CN Barcelona y la Agrupación Deportiva Marathon.

## Carrera sénior
Después de ganar dos Campeonatos de España juveniles consecutivos de campo a través en 1970 y 1971, Valero ganó sus primeros tres títulos absolutos al año siguiente, obteniendo la medalla de oro en las carreras de campo a través y 500 metros en el Campeonato de Cataluña. así como la carrera de 1500 metros en el Campeonato de España. El mismo año, también hizo su debut en el Campeonato Internacional de Campo a Través (más tarde rebautizado como Campeonato Mundial de Campo a Través), donde terminó en el puesto 31 de 44 concursantes.
En 1973, Valero ganó las carreras de campo a través tanto en el Campeonato de Cataluña como en el de España, así como su segunda carrera consecutiva de 1500 metros en este último certamen; más tarde ese año, recibió el premio Mejor deportista del año por la revista deportiva Mundo Deportivo, galardón que también recibiría en 1975, 1976 y 1977.
En 1974, Valero debutó en el Campeonato Europeo de Atletismo. En 1975, a los 19 años, ganó la medalla de bronce en la carrera femenina sénior en el Campeonato Mundial de Cross-Country de la IAAF en Rabat, sólo detrás de Julie Brown y Bronisława Ludwichowska. Ese mismo año también terminó tercera en la carrera de 1500 metros en los Juegos Mediterráneos en Argel.
En febrero de 1976, Valero ganó su primera medalla de oro en la carrera femenina sénior en el Campeonato Mundial de Campo a Través en Chepstow; En el proceso, se convirtió en la primera atleta española en ganar el título de Campeona del Mundo en la categoría antes mencionada. Al llegar a meta, increpó a un miembro de la Real Federación Española de Atletismo, Julio Bravo, que se había burlado de ella y de otras deportistas el día antes de la carrera.

Antes de correr, la Federación dio una charla a los chicos. A nosotras, ni caso. «¿Qué, no se hace la reunión?», pregunté yo. «No, ya la hemos hecho: haced lo que podáis. Las mujeres sois unas culonas y unas pechugonas». En la carrera fui por delante con Kazánkina, la rusa, la más fuerte. A falta de un kilómetro ataqué y, al llegar a la meta, vi al de la Federación y le dije: «Mira como ganan las culonas y pechugonas». «Perdona, disculpa», me dijo. «No, no, si la manera de pensar ya se ve», le dije.
Carmen Valero, de una entrevista de 2018 para el Diario AS.

Más tarde, ese mismo año, Valero participó en los Juegos Olímpicos en Montreal, compitiendo en las carreras de 800 metros y 1500 metros, y finalmente no logró avanzar en las eliminatorias de ambas categorías. Más adelante en su vida, expresó su arrepentimiento por su actuación en los 1500 metros, y la calificó como «la peor decepción de [su] carrera». Sin embargo, al ser la única mujer en la selección española de atletismo para los Juegos de Montreal, se convirtió en la primera deportista femenina en representar al país en esos deportes en los Juegos Olímpicos de Verano.
En marzo de 1977, Valero ganó su segundo título consecutivo de Campeona del Mundo en la carrera femenina sénior en el Campeonato Mundial de Campo a Través de 1977 en Düsseldorf, por delante de la ex campeona olímpica Liudmila Bráguina. En 1978 participó por segunda vez en su carrera en el Campeonato de Europa de atletismo.
En 1980, Valero anunció su retiro, tras una serie de lesiones y su decisión de cuidar de su familia, así como su creciente descontento con el trato que recibía de la junta directiva de la Real Federación Española  – nunca logró convertirse en atleta profesional, ya que la Federación pagaba a las corredoras significativamente menos que a sus colegas masculinos.
Sin embargo, dos años más tarde –poco después del nacimiento de su hija– volvió a entrenar con constancia, y acabó convenciendo a la Federación para que le permitieran participar en el Campeonato de España de Campo a Través, donde ganó la carrera; a pesar de haberse clasificado para el Campeonato Mundial de ese año, rechazó la invitación, instando irónicamente a un miembro de la Federación a «ponerse una falda» y registrarse en su lugar.
En 1986, volvió a competir y ganó dos títulos nacionales más en los 5000 metros y en la carrera de fondo, además de terminar primera en dos corridas por carretera diferentes: la San Silvestre Vallecana, celebrada en Madrid, y la Jean Bouin, celebrada en Barcelona.
Valero se retiró oficialmente de las competiciones de atletismo en 1987, poco después de criticar a la Federación Española por no convocarla para el Campeonato Mundial de Campo a Través en Polonia. A lo largo de su carrera, además de sus dos títulos mundiales de campo a través, también ganó tres títulos nacionales de España en 800 metros, siete en 1500 metros, cuatro en 3000 metros, uno en 5000 metros, dos en los 1500 metros bajo techo y ocho en campo a través. También obtuvo múltiples títulos en el Campeonato de Cataluña, siete de ellos en campo a través, además de uno en 800 metros (tanto interior como exterior) y uno en 1500 metros interior, cinco en 1500 metros al aire libre y dos en 3000. metros. Ostentaba los récords de España de 800, 1500 y 3000 metros, y representó a España a nivel internacional en 25 ocasiones. 

## Vida personal y muerte
Por su condición de semiprofesional, Valero trabajaba a tiempo parcial en una caja de ahorros de Sabadell. Se casó con José Antonio Mellado, quien ejerció como su entrenador en la última etapa de su carrera; la pareja tuvo una hija, Carmen, en 1982.
En diciembre de 1987 recibió la Medalla de Honor de la Federación Internacional de Atletismo Amateur.
Tras su retirada de las competiciones de atletismo, Valero pasó a ser miembro de la junta ejecutiva de la Real Federación Española de Atletismo, bajo la presidencia de José María Odriozola, desempeñando el cargo desde enero de 1989 a 1993; Luego fue nombrada vicepresidenta y directora deportiva del equipo de atletismo del CN Sabadell.
En 1999 participó en el maratón de Nueva York, completándolo en unas tres horas y 13 minutos; luego participó en el Maratón de Madrid en 2001.
En febrero de 2001, Valero fue nombrada Mejor Deportista Femenina Española del siglo XX por la Real Federación Española de Atletismo, siendo el premio masculino para Fermín Cacho. El 20 de noviembre del mismo año, fue condecorada por el Ministerio de Educación, Cultura y Deporte de España con la Medalla de Plata de la Real Orden del Mérito Deportivo por sus méritos deportivos. También recibió la Medalla de Plata al Mérito Deportivo por parte del Consejo Superior de Deportes. En 2003 recibió la Medalla del Deporte por parte de la Generalidad de Cataluña.
En diciembre de 2017, Valero recogió un premio especial de Derechos Humanos, otorgado por el Consejo General de la Abogacía Española, en nombre de Kathrine Switzer, que se había convertido en la primera mujer en completar el Maratón de Boston como competidora registrada oficialmente. En 2018 fue nombrada entre las 80 Leyendas del Deporte Español por Marca, coincidiendo con el 80 aniversario de la revista.
En mayo de 2023 fue invitada a participar en el cuarto Memorial Miguel de la Quadra-Salcedo, celebrado en la Universidad Complutense de Madrid.donde completó la prueba de 300 metros, la que sería la última carrera de su vida.
Valero falleció por complicaciones de un accidente cerebrovascular el 2 de enero de 2024, a los 68 años, en Sabadell.

## Palmarés nacional
- 3 veces campeona de España de 800 metros en (1974, 1975 y 1976),
- 7 veces campeona de España de 1500 metros entre los años (1972 y 1978)
- 4 veces campeona de España de 3000 metros (1974, 1976 y 1978)
- Campeona de España de 5000 metros en (1986)
- 2 veces campeona de España de 1500 metros en pista cubierta (1973 y 1977)
- 8 veces campeona de España de campo a través entre los años (1973 y 1978, 1981 y 1986).
- 6 veces ganadora del cross Internacional Ciutat de Granollers[32]
- 2 veces ganadora de la Jean Bouin de Barcelona en los años 1972 y 1986.

Antes había sido campeona de España juvenil en 1970 y 1971
Tuvo las plusmarcas españolas de 800 m lisos (batiéndolo 2 veces) de 1500 m lisos al aire libre (rebajándolo 4 veces) y en pista cubierta, y el de 3000 m lisos lo rebajo casi un minuto en seis veces.

## Palmarés internacional
- 25 veces internacional.
- 2 veces campeona del mundo de campo a través 1976 y 1977.
- 3ª clasificada en el campeonato mundial de campo a través en 1975.
- Olímpica en Montreal 1976 (primera española en vestir la camiseta de España en atletismo en unos Juegos Olímpicos).
- Medalla de bronce en los 1500 m lisos en los Juegos del Mediterráneo Argel '75.

### Campeonato del Mundo de campo a través
- Clasificación en Rabat 1975

- 1 - Julie Brown (EE. UU.) 13:42
- 2 - Bronislawa Ludwichowska (Polonia) 13:47
- 3 - Carmen Valero (España) 13:48

- Clasificación en Chepstow 1976
  - 1 - Carmen Valero (España) 16:19
  - 2 - Tatiana Kazánkina (URSS) 16:39
  - 3 - Gabriella Dorio (Italia) 16:56
- Clasificación en Düsseldorf 1977[33]

- 1 - Carmen Valero (España) 17:26
- 2 - Lyudmila Bragina (URSS) 17:28
- 3 - Giana Romanova (URSS) 17:35

## Mejores marcas
| Prueba       | Resultado | Fecha                    | Lugar         |                             |
| ------------ | --------- | ------------------------ | ------------- | --------------------------- |
| 800 m lisos  | 2´04"12   | 10 de septiembre de 1976 | Zúrich        | Antigua plusmarca de España |
| 1500 m lisos | 4´08"34   | 8 de junio de 1976       | Düsseldorf    | Antigua plusmarca de España |
| 3000 m lisos | 9´00"9    | 18 de junio de 1978      | Sittard       | Antigua plusmarca de España |
| 5000 m lisos | 16´42"5   | 7 de abril de 1985       | San Sebastián |                             |

## Honores y reconocimientos
- Real Orden del Mérito Deportivo en su categoría de Medalla de Plata.[34]
- Mejor deportista española en los años 1973, 1975, 1976 y 1977.[35]
- Mejor atleta española del siglo XX por la Asociación Española de Estadísticos de Atletismo (AEEA).[4]
- Premio a los valores humanos en el deporte del diario "Ya".[36]
- Medalla del Deporte de la Generalidad de Cataluña (2003).[7]
- Medalla de plata al mérito deportivo del Consejo Superior de Deportes.[35]